# 韓劇台電視劇集列表
本條目列出所有曾於韓劇台（前名無綫收費電視精選台、無綫網絡電視煲劇2台及TVB韓劇台）播出的電視劇。